# Амити (Арканзас)
Амити (енгл. Amity) град је у америчкој савезној држави Арканзас.

## Демографија
По попису из 2010. године број становника је 723, што је 39 (-5,1%) становника мање него 2000. године.
| Група             | 2000.       | 2010.       |
| Белци             | 730 (95,8%) | 680 (94,1%) |
| Афроамериканци    | 7 (0,9%)    | 5 (0,7%)    |
| Азијати           | 0 (0,0%)    | 2 (0,3%)    |
| Хиспаноамериканци | 19 (2,5%)   | 26 (3,6%)   |
| Укупно            | 762         | 723         |